# Adamov (zámek)
Zámek Adamov pochází z počátku 19. století. V Adamově jej vybudoval rod Lichtenštejnů, původně jako patrový lovecký zámeček s parkem, který se stal součástí Vranovsko-křtinského lichtenštejnského areálu. Podle projektu architekta Josefa Hardtmutha stavbu prováděl v letech 1806–1809 zednický mistr Czeschka z Brna. Parkovou úpravu a stavbu kolonády v kopci nad zámkem prováděl Bernhard Petri. Zámek byl ve vlastnictví Lichtensteinů do roku 1905, kdy byl společně s železárnami prodán firmě Bromovský, Schulz a Sohr.
V dnešní době se zámek nachází v areálu adamovských závodů, kde byl zcela přestavěn a zrenovován. Nyní je používán pro účely firmy a interiér je nepřístupný.